# Vidkríte
Vidkríte (en (ucraïnès): Відкрите, en rus: Открытое) és un poble de la República Autònoma de Crimea a Ucraïna, que el 2014 tenia 191 habitants. Pertany al districte rural de Pervomàiske.